# Tino Crespo
Tino Crespo es un dibujante de historietas humorísticas español de la postguerra.

## Biografía
Sus comienzos fueron en la revista D. José de Mingote. Más adelante publica sus propias series como La Familia Trappo (KDT) o Pulgarcito (1961) y Melenito (Tío Vivo).